# Emma Booth (attrice)
Emma Booth (Denmark, 28 novembre 1982) è un'attrice e modella australiana.

## Biografia

### Attrice
Ha iniziato la propria carriera come attrice nel 1996 nella serie TV The Adventures of the Bush Patrol.
Nel 2007 ha esordito in ambito cinematografico recitando nel film Il matrimonio è un affare di famiglia, in cui interpretava uno dei personaggi principali.
Nel 2008 è stata la co-protagonista del film Ragazzi miei al fianco di Clive Owen, mentre nel 2015 ha avuto lo stesso ruolo nella serie TV Glitch.
Nel 2016 ha interpretato Nefti nel film Gods of Egypt.
Tra il 2017 e il 2018 ha interpretato Madre Gothel nella serie TV C'era una volta.
Nel 2020 ha interpretato invece la protagonista nella serie TV The Gloaming - Le ore più buie.

### Modella
La Booth già negli anni '90 era attiva come modella, lavorando pure in città come Milano, Tokyo, Parigi e New York. A 14 anni è andata vicina all'ottenere una copertina sulla rivista di moda australiana Girlfriend, ma senza riuscirci.

### Vita privata
Nell'agosto 2015 ha pubblicato un post su Instagram in cui annunciava di essersi sposata con Dominick Joseph Luna.

## Filmografia parziale

### Cinema
- Il matrimonio è un affare di famiglia (Clubland), regia di Cherie Nowlan (2007)
- Ragazzi miei (The Boys Are Back), regia di Scott Hicks (2008)
- Parker, regia di Taylor Hackford (2013)
- Tracks - Attraverso il deserto (Tracks), regia di John Curran (2013)
- Gods of Egypt, regia di Alex Proyas (2016)
- Hounds of Love, regia di Ben Young (2016)
- Extinction, regia di Ben Young (2018)

### Televisione
- The Adventures of the Bush Patrol – serie TV, 7 episodi (1996-1997)
- Omicidio in tre atti (Three Acts of Murder), regia di Rowan Woods – film TV (2009)
- Underbelly – serie TV, 13 episodi (2010)
- Glitch – serie TV, 18 episodi (2015-2019)
- C'era una volta (Once Upon A Time) – serie TV, 12 episodi (2017-2018)
- The Gloaming - Le ore più buie (The Gloaming) – serie TV, 8 episodi (2020)
- Paper Dolls – serie TV, 8 episodi (2023-2024)

## Doppiatrici italiane
Nelle versioni in italiano delle opere in cui ha recitato, Emma Booth è stata doppiata da:
- Myriam Catania in Il matrimonio è un affare di famiglia, The Gloaming - Le ore più buie
- Federica De Bortoli in Ragazzi miei, Glitch
- Alessia Amendola in Underbelly
- Debora Magnaghi in Parker
- Tiziana Avarista in Tracks - Attraverso il deserto
- Stella Musy in Gods of Egypt
- Guendalina Ward in C'era una volta
- Barbara De Bortoli in Extinction